# يوانا زيمر
يوانا زيمر (بالألمانية: Joana Zimmer) هي مغنية المانية ضريرة ولدت في 27 أكتوبر سنة 1982 في مدينة فرايبورغ الألمانية، كانت جوانا زيمر كفيفة منذ الولادة. عاشت مع عائلتها في الولايات المتحدة وبريطانيا.
عادت جوانا إلى ألمانيا مع عائلتها في سن الأربع سنوات وأنهت الثانوية العامة عام 1999 في مدرسة براندينبورغ للمكفوفين وضعاف البصر في مدينة كونيغز ووسترهاوزن (Königs Westerhausen) في مقاطعة براندنبورغ الألمانية.
في سن الخامسة عشر غنت في برلين في نوادي الجاز المختلفة وبمال قليل كانت قد جمعته عملت أول عينة تجريبية والتي تقدمت بها إلى مجموعة يونيفرسال الموسيقية وحصلت على عقد معها.
في بداية عام 2005 ظهرت ألبومها I Believe والذي شاركت به (أغنية Give a Little Bit) في عدة دول وحصلت به على ترتيب عالِ وفي شهر أيار 2005 حصلت على المرتبة الثانية في ألمانيا.

## الألبومات
| السنة | الاسم                                  | الترتيب | الترتيب | الترتيب | ملاحظات                     |
| السنة | الاسم                                  | DE      | AT      | CH      | ملاحظات                     |
| ----- | -------------------------------------- | ------- | ------- | ------- | --------------------------- |
| 1999  | Pieces of Dreams – Live at the A Trane | —       | —       | —       | تاريخ النشر: 1999 عمل مستقل |
| 2005  | My Innermost                           | 5       | 13      | 25      | تاريخ النشر: 30.05.2005     |
| 2006  | The Voice in Me                        | 22      | 25      | 51      | تاريخ النشر: 29.12.2006     |
| 2008  | Showtime                               | —       | —       | —       | تاريخ النشر: 30.05.2008     |
| 2010  | Miss JZ                                | —       | —       | —       | تاريخ النشر: 25.07.2010     |
| 2012  | Not Looking Back                       | —       | —       | —       | تاريخ النشر: 9.03.2012      |

## الألبومات الإنفرادية

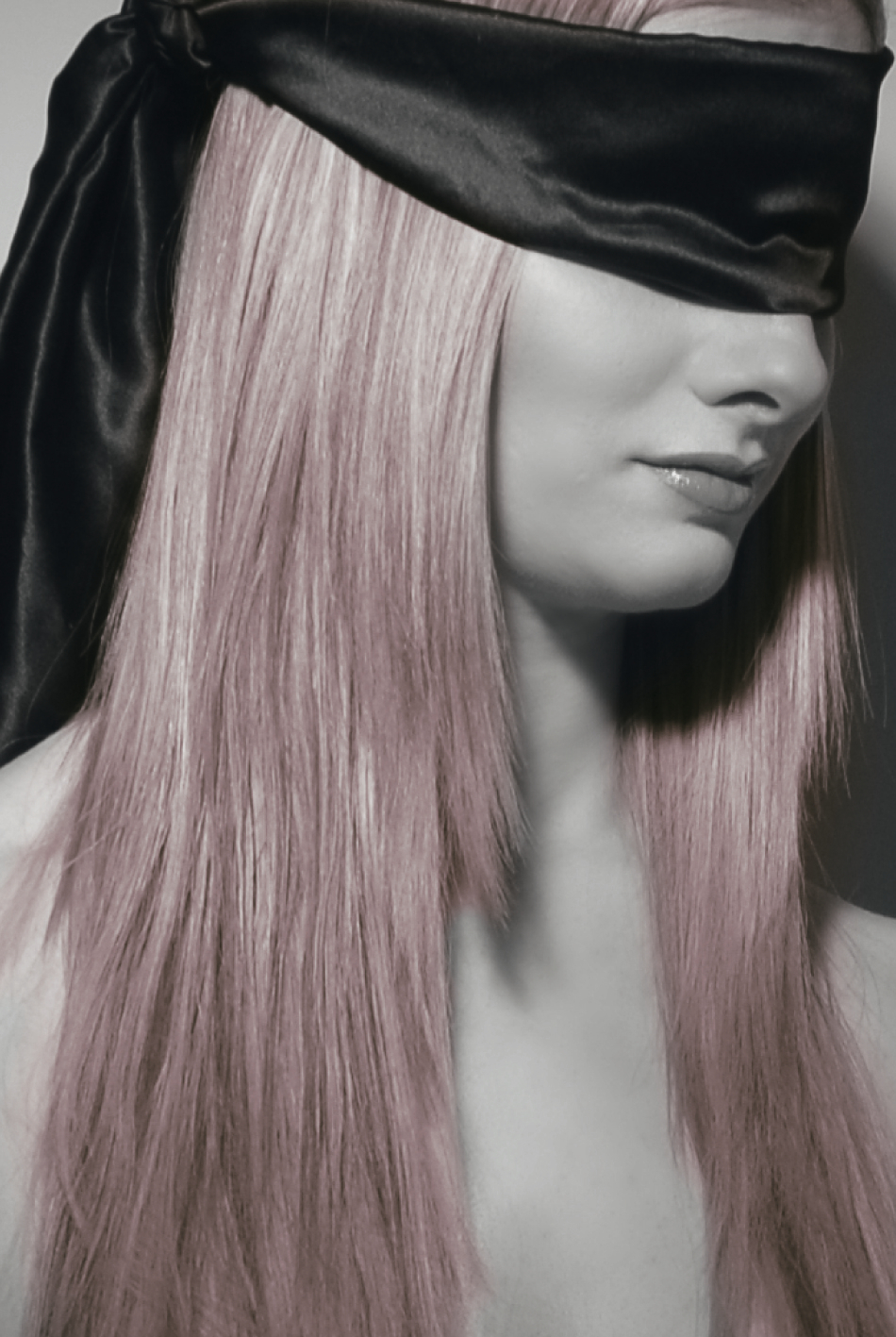
جوانا زيمر 2010

| السنة | الاسم                                        | الترتيب | الترتيب | الترتيب | ملاحظات                                   |
| السنة | الاسم                                        | DE      | AT      | CH      | ملاحظات                                   |
| ----- | -------------------------------------------- | ------- | ------- | ------- | ----------------------------------------- |
| 2005  | I Believe (Give a Little Bit …) My Innermost | 2       | 13      | 6       | تاريخ النشر: 11.04.2005                   |
| 2005  | I’ve Learned to Walk Alone My Innermost      | 38      | 72      | —       | تاريخ النشر: 2005                         |
| 2005  | Let’s Make History My Innermost              | 53      | —       | 45      | تاريخ النشر: 25.11.2005 (مع دافيد بيسبال) |
| 2006  | Bringing Down the Moon The Voice in Me       | 46      | —       | 44      | تاريخ النشر: 15.12.2006                   |
| 2007  | If It’s Too Late The Voice in Me             | —       | —       | —       | تاريخ النشر: 2007                         |
| 2010  | Till You’re Gone Miss JZ                     | —       | —       | —       | تاريخ النشر: 2010                         |
| 2010  | Move Ya Body Miss JZ                         | —       | —       | —       | تاريخ النشر: 2010 (feat. Double-A)        |
| 2011  | Love Don’t Have a Pulse Miss JZ              | —       | —       | —       | تاريخ النشر: 2011                         |
| 2011  | Tempted by Your Touch Miss JZ                | —       | —       | —       | تاريخ النشر: 2011                         |
| 2012  | Everything I Do Not Looking Back             | —       | —       | —       | تاريخ النشر: 2012                         |

DE: (ألمانيا)

AT: (النمسا)

CH: (سويسرا)

## روابط خارجية
- يوانا زيمر على موقع IMDb (الإنجليزية)
- يوانا زيمر على موقع ميوزك برينز (الإنجليزية)
- يوانا زيمر على موقع أول ميوزيك (الإنجليزية)
- يوانا زيمر على موقع ديسكوغز (الإنجليزية)
- يوانا زيمر على موقع قاعدة بيانات الفيلم (الإنجليزية)
- يوانا زيمر على موقع كينوبويسك (الروسية)